# Denar

Anvers i revers d'una moneda de 2 denari de 2006.

El denar (en macedònic денар; plural денари, transcrit denari) és la moneda oficial de Macedònia del Nord. Se subdivideix en 100 deni (дени). El codi ISO 4217 és MKD.
El govern macedoni va decidir recuperar, per a la nova unitat monetària del país, el nom d'una moneda històrica macedònia. Efectivament, el denar (nom derivat del denari romà, igual que el dinar) era el nom que van rebre un bon nombre de monedes des de l'edat mitjana, com ara els antics denars macedoni, hongarès o croat.
La moneda es va introduir el 26 d'abril del 1992 i en aquella època era equivalent al dinar convertible iugoslau (YUN). El 5 de maig del 1993 es va reformar la moneda, i un nou denar (MKD) equivalia a 100 d'antics (MKN).
Emès pel Banc Nacional de la República de Macedònia del Nord (Народна банка на Република Северна Македонија, Narodna banka na Republika Severna Makedonija), en circulen bitllets de 10, 50, 100, 500, 1.000 i 5.000 denari i monedes d'1, 2 i 5 denari i de 50 deni; més recentment s'han introduït les monedes de 10 i 50 denari.

## Taxes de canvi
- 1 EUR = 62,0927 MKD (3 de desembre del 2020)
- 1 USD = 51,2403 MKD (3 de desembre del 2020)